# Verband der Ingenieure des Lack- und Farbenfaches
Der Verband der Ingenieure des Lack- und Farbenfaches e. V. (VILF) ist mit mehr als 700 Mitgliedern und über 80 Firmenmitgliedschaften der mitgliederstärkste Verband innerhalb der Lackindustrie in Deutschland und einer der wichtigsten in Europa.
Der 1955 gegründete VILF vertritt laut Satzung die fachlichen, wirtschaftlichen und gesellschaftlichen Interessen von Ingenieuren, die im Lack- und Farbenbereich tätig sind. Darüber hinaus ist das Hauptanliegen des VILF, seine Mitglieder zu fördern und weiterzubilden. Neben Ingenieuren sind auch zahlreiche Chemiker, Lacklaboranten, Lacktechniker und branchenzugehörige Kaufleute Mitglied.

## Geschichte
Der VILF wurde am 6. November 1955 von Absolventen der Lackingenieurschule Krefeld gegründet und am 12. Mai 1956 in das Vereinsregister beim Amtsgericht Düsseldorf eingetragen. Sitz war Düsseldorf. Der Gründungsvorstand des VILF bestand aus den Ingenieuren Walter Ortmann, Rolf Rademacher und Hans Mosbach. 
Im Jahr seiner Gründung zählte der VILF 27 aktive Mitglieder. 1959 (Krefeld-Düsseldorf) und 1962 (Köln) folgten die Gründungen der ersten Bezirksgruppen und erste Vortragsveranstaltungen fanden in Köln statt. Nach zehnjährigem Bestehen 1966 hatte der Verein 174 Personen- und 11 Firmenmitglieder. 1968 wurde die Bezirksgruppe Stuttgart gegründet. Damit waren die beiden deutschen Standorte Krefeld und Stuttgart mit ihren Fachhochschulen für eine lackspezifische Ingenieursausbildung erfasst. 1980 folgte die Eröffnung der Bezirksgruppe Paderborn. Das 25-jährige Vereinsjubiläum des VILF Anfang des Jahres 1981 wurde mit 234 Mitgliedern gefeiert.
1984 wurde das Fachmagazin Farbe und Lack als Mitgliederzeitschrift im Abonnement eingeführt.
Nach der deutschen Wiedervereinigung wurden zwei neue Bezirksgruppen (Berlin/Brandenburg und Leipzig/Gera) hinzugefügt.
1994 betrug die Mitgliederzahl ca. 400 Personen. Die erste Geschäftsstelle des VILF wurde in Odenthal (Nordrhein-Westfalen) eingerichtet. Sie wurde 1999 nach Coesfeld verlegt.
1998 betrug die Mitgliederzahl rund 600. Anlässlich der ersten in Rödermark organisierten, jährlich stattfindenden VILF-Jahrestagung wurde der erste VILF-Tagungsband herausgegeben.
Eine Mitgliederbefragung zum Beitritt in den europäischen Dachverband FATIPEC im Jahr 2009 führte mit großer Mehrheit zur Zustimmung und der Beantragung der Mitgliedschaft.
Das 60-jährige Jubiläum im Jahr 2015 wurde in der Hugenottenhalle in Neu-Isenburg gefeiert. Mehr als 360 Teilnehmer nahmen zusammen mit Gründungsmitglied Rudolf Kramer und den Ehrenmitgliedern Jürgen Gnest, Werner Frank und Jürgen Heupel sowohl an der zweitägigen Fachtagung als auch an den VILF-Festaktivitäten teil.

## Organisation
Der VILF ist in einer bundesweiten Organisation und 6 regionalen Bezirksgruppen organisiert. Erster Vorsitzender des VILF ist Jorge Prieto, der von Marina Gläser und Ulrich Nauber vertreten wird.
Die Bezirksgruppen sind im Einzelnen
- Leverkusen
- Magdeburg
- Münsterland-Lippe (MOL)
- Nord
- Rhein-Main
- Stuttgart

## Fachliche Kooperationen
Auf fachlicher Ebene bestehen Kooperationen mit der Gesellschaft Deutscher Chemiker (Fachgruppe Lackchemie, ehemals APi Anstrichstoffe und Pigmente), der Nürnberger Interessengemeinschaft Lack (NIL), dem Association Française des Techniciens des Peintures, Vernis, Encres D’Imprimerie, Colles et Adhésifs (AFTPVA, französischer Lackverband) und der Schweizerische Vereinigung der Lack- und Farbenchemiker (SVLFC).
Weiterhin ist der VILF im Europäischen Lackverband CEPE vertreten.
Der VILF pflegt Kontakte zu den Hochschulen Niederrhein (früher Krefeld) und Esslingen (nach dem Wechsel des Studiengangs aus Stuttgart) und der Universität Paderborn. Bis heute sind dies die einzigen Hochschulen in Deutschland, die einen Abschluss als Chemieingenieur bzw. Chemiker im Bereich der Lackchemie ermöglichen, obwohl in der Branche weiterhin starker Fachkräftemangel herrscht. Darüber hinaus fördert der VILF eine Zusammenarbeit mit der Fachschule für Lacktechnik (Schule für Farbe und Gestaltung, Stuttgart), die regelmäßig staatlich geprüfte Lacktechniker für den Arbeitsmarkt ausbildet.

## Aktivitäten
Ein Schwerpunkt der Aktivitäten liegt gemäß Satzung auf der Weiterbildung der Verbandsmitglieder. So findet jeweils im November die Jahrestagung mit einer großen Anzahl an Vorträgen statt, die in der gesamten Branche als fachlicher Höhepunkt der Weiterbildung sowie des Netzwerkens gilt. Neben der Jahrestagung organisieren die einzelnen Bezirksgruppen Vortragsveranstaltungen lokaler Natur.
Im Mitgliedsbeitrag enthalten ist ein Abonnement der Fachzeitschrift Farbe und Lack. Die Farbe und Lack ist gleichzeitig das offizielle Publikationsorgan der SVLFC und des VILF und der Fachgruppe „Lackchemie (ehemals APi Anstrichstoffe und Pigmente)“ der Gesellschaft Deutscher Chemiker.